# 李象 (北朝)
李象（？—541年），字孟则，南北朝东魏官员，渤海蓨县人，李述的儿子。
李象清正简约有风度，博览群书。开始袭爵蓨县男，担任徐州平东府功曹参军。升任为冀州治中，有勤劳政绩。很久以后，拜散骑侍郎，加宁朔将军，转任中书侍郎。出任为青州太傅开府谘议参军、行北徐州事、本将军、光禄大夫。高澄引用为开府谘议参军，加征东将军。兴和二年（540年），兼散騎常侍，出使南梁，兴和三年（541年）去世，赠骠骑大将军、仪同三司、冀州刺史，谥号文简，是因为其李子贞参与建立北齐的功劳。李子贞，历任司空长史、武邑太守、司徒右长史、阳平太守。入朝为吏部郎中。又出任骠骑将军、兖州刺史。因为贪污赐死。